# Baikalobia raddei
Baikalobia raddei is een platworm (Platyhelminthes). De worm is tweeslachtig. De soort leeft in het zoete water van het Baikalmeer. 
Het geslacht Baikalobia, waarin de platworm wordt geplaatst, wordt tot de familie Dendrocoelidae gerekend. De wetenschappelijke naam van de soort werd, als Sorocelis raddei, voor het eerst geldig gepubliceerd in 1911 door Sabussowa.